# جيمس بورتر (قس كاثوليكي)
جيمس بورتر (بالإنجليزية: James Porter)‏ ولد في (2 يناير 1935—و توفي في 11 فبراير 2005) كان القس الكاثوليكي الذي أدين بالتحرش ب 28 طفلا
اعترف القس بالاعتداءات الجنسية التي قام بها والتي كانت موجهة ضد ما لا يقل عن 100 طفل من كلا الجنسين وعلى مدى 30 سنة، وابتداء من فترة الستينات.

## النشأة
ألقس بورتر بدأ التدريب على ألكهنوت وكذلك الاعتداء على الأطفال في نفس ألوقت تقريبا وفي سن مبكرة، وأنه مارس الاعتداء الجنسي المعرف ضد ضحيته الأولى في عام 1953، أي في فصل الصيف الذي سبق دخوله المدرسة الكنهوتية.
عين بعدذلك في عام 1959 ليصبح راهبا في أبرشية نهر فال في ماساشوستس.

## موته
توفي بورتر في 11 فبراير 2005 بسبب مرض السرطان في مركز نيو انجلاند الطبي في بوسطن، حيث كان قد تم نقله قبل شهر من مستشفى ماساتشوستس. وكان قد أنهى مدة عقوبته في السجن في عام 2004، ولكنه ظل حينها محتجزا في انتظار سماع الالتزام المدني.

## ألمراجع
1. 1 2 3  "ضحايا القس بورتر يشهدون حول الاعتداءات (من ألبوسطن جلوب بالإنجليزية)". 14 أبريل 2004. مؤرشف من الأصل في 2015-09-24. اطلع عليه بتاريخ 2010-07-29.
2. ↑  "المعتدي جنسيا على الأطفال ألقس بورتر يموت عن 70 عاما (من ألأم أس أن بي سي بالإنجليزية)". 11 فبراير 2005. مؤرشف من الأصل في 2012-10-23. اطلع عليه بتاريخ 2010-07-29.